# Scheendijk
Scheendijk (52° 11′ N, 5° 01′ L) é uma cidade dos Países Baixos, na província de Utrecht (province). Scheendijk pertence ao município de Breukelen, e está situada a 10 km, a noroeste de Utrecht.
A área de Scheendijk, que também inclui as partes periféricas da cidade, bem como a zona rural circundante, tem uma população estimada em 320 habitantes.
A região de Scheendijk é famosa por seus lagos e diques, que possuem bancos de areia lineares com marinas, chamados Loosdrechtse Plassen, e recebem grande fluxo turístico. Os bancos de areia contêm muitas casas e marinas para iates.